# Nilobezzia mallochi
Nilobezzia mallochi är en tvåvingeart som beskrevs av Wirth 1962. Nilobezzia mallochi ingår i släktet Nilobezzia och familjen svidknott. Inga underarter finns listade i Catalogue of Life.